# Niedernwöhren
Niedernwöhren – miejscowość i gmina w Niemczech w kraju związkowym Dolna Saksonia, w powiecie Schaumburg, siedziba gminy zbiorowej Niedernwöhren.